# Cerkev sv. Tilna, Višnja Gora
Cerkev sv. Tilna je župnijska cerkev Župnije Višnja Gora, ki stoji severno od starega dela mesta Višnje Gore na pobočju hriba nad avtocesto.

## Opis
Župnijska cerkev v Višnji Gori, posvečena svetemu Tilnu, se prvič omenja leta 1450. Sprva je šlo za manjšo cerkev, ki pa si leta 1628 povečali ladjo, prizidali nov prezbiterij in zakristijo. Večja dela do nato sledila v 18. stoletju, ko farna cerkev dobi prizidani severna (oltar posvečen Materi Božji) in južna (oltar posvečen sv. Jakobu) kapela, in v 20. stoletju, ko so deloma renovirali prezbiterij in fasado.
Prižnica in stranska oltarja so kakovostni rokokojski izdelki iz 18. stoletja. Kakovosten izdelek je tudi veliki oltar v prezbiteriju in oltarna slika, ki je verjetno delo domačina Franca Antona Nierrnberga. Poleg tega pa cerkev premore tudi dela slikarjev Gašperja Goetzla in Mateja Langusa.